# السواني (ليبيا)
سواني بن آدم وتعرف بالاختصار  السواني بلدة ليبية تقع حوالي 20 كم جنوبي طرابلس وتعتبر ضاحية من ضواحي طرابلس الكبرى ويبلغ عدد السكان مايزيد عن 57000 ألف نسمة. وتعتبر مدينة سواني بن آدم حلقة الوصل بين كل من طرابلس والزهراء وجنزور والعزيزية وقصر بن غشير وتعتبر سواني بن آدم البواية الجنوبية لطرابلس الكبرى.

## أصل التسمية
يرجع اسم سواني بن آدم إلى نسب عائلة بني آدم التي كانت أول من اسس المنطقة وسكن بها، وقد كان جد هذه العائلة ويحمل لقب آدم أول ساكنيها وانجب ستة أبناء فكان اصحاب القوافل والمجاهدين الذين يمرون من منطقة سواني بن ادم القادمين من الجنوب أو الجبل الغربي أو غيرها عند سؤالهم سواني من هذه فيقال سواني بن آدم أي أبناء آدم ويشار إلى ان السانية تعني مزرعة كبيره.

## الاقتصاد
وتعتبر فيى الأصل منطقة زراعية إلى أن غلبت عليها المباني والمقار التجارية وأصبحت ذات طابع سكني تجاري حيث يقع بالكريمية أحد أكبر أسواق المواد الغدائية في ليبيا ويسمى «شارع السامبا» وأيضا أحد أكبر أسواق الخضار والملابس وغيرها ويوجد بهذه المنطقة العديد من المصارف منها مصرف الجمهورية - المصرف التجارى الوطني وبها مجمع الكريمية للصناعات البلاستيكية ومصنع أثاث السوانى ومصنع آجر السوانى ومحطة كهرباء غرب طرابلس ومصنع الأعمدة الخرسانية وفرع للشركة الليبية الهندية وبها العديد من المدارس والثانويات والكليات.

## السكان
المنطقة مختلطة السكان من مصراتة وزليطن وترهونة وبئر الغنم وورشفانه والرقيعات.

## التاريخ
تعتبر سواني بن آدم من المناطق التاريخية في تاريخ الجهاد الليبي فتعتبر معركة سواني بن آدم من أكبر المعارك التي كانت بين المجاهدين الليبيين والاستعمار الإيطالي كما كانت سواني بن آدم مركزا لتجمع المجاهدين جنوب طرابلس العاصمة، ومن المعارك الأخرى التي حدثت في هذه المنطقة معركة المجمر وطريق السكة، وسواني بن آدم هي المكان الذي تم الإعلان فيه عن أول جمهورية عربية وإسلامية وهي الجمهورية الطرابلسية سنة 1919 اثر ما يعرف بصلح سواني بن آدم إلا أن هذه الجمهورية لم تستمر طويلا. وتشتهر هذه المنطقة بالفروسية منذ بداية تأسيسها وتمتلك العديد من العائلات فيها على العديد من الخيول العربية الأصيلة وأنواع أخرى من الخيول. كما أنه يوجد بالمنطقة أحد منازل العائلة الملكية السنوسية وتعرف بمزرعة الملك وهذه عائلة موجودة ف تلك منطقة منذ حوالي 500سنة.